# 每周之声

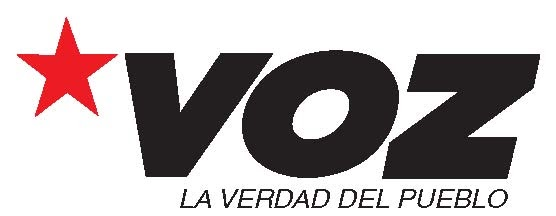
《每周之声》标志

《每周之声》（西班牙語：Semanario Voz）是哥伦比亚的一份左翼报纸。1957年7月20日，该报由当时处于非法状态的哥伦比亚共产党创办；创始人是曼努埃尔·塞佩达。